# SGI Octane
El Octane y el Octane2 son estaciones de trabajo comercializadas por SGI. Ambas son estaciones de trabajo con capacidad de multiprocesamiento de dos vías, originalmente basadas en el microprocesador MIPS R10000. Los Octane más nuevos se basan en el R12000 y el R14000. El Octane2 tiene cuatro mejoras en comparación con Octane, como una fuente de alimentación revisada, la placa del sistema y Xbow. El Octane2 también se comercializó con capacidades gráficas y es compatible con todas las tarjetas VPro. Las revisiones posteriores de Octane también incluyeron algunas de las mejoras introducidas en Octane2. Los nombres en clave para Octane y Octane2 son Racer y Speedracer respectivamente. 
El Octane fue el sucesor directo del Indigo2, siendo sucedido por el Tezro, y su hermano inmediato fue el O2. SGI retiró el Octane2 del libro de precios el 26 de mayo de 2004 y cesó la producción de Octane2 el 25 de junio de 2004. El soporte para el Octane2 cesó en junio de 2009. 
Un nuevo sistema llamado Octane III basado en Intel Xeon se introdujo a principios de 2010  y no debe confundirse con el Octane y el Octane2. 

## Visión general
La placa del sistema del Octane se designa como IP30. El sistema se basa en la arquitectura Xtalk de SGI. Esto significa que no utiliza un bus del sistema; en su lugar, tiene un ASIC Xbow, un conmutador de barras cruzadas que conecta los puertos XIO al concentrador. Uno de los puertos se usa para el procesador y el subsistema de memoria, uno está disponible para la expansión PCI-X y cuatro son ranuras XIO (bus de ancho de banda alto basado en paquetes, algo similar a HyperTransport). Esto lo hace muy similar a un solo nodo del sistema Origin 200. 
El XIO puede conectarse a PCI-X utilizando un chip llamado BRIDGE. Este puente incluye la placa del sistema (para el chip IOC3 multi-E/S, dos controladores SCSI ISP1040B y audio RAD1), tarjetas MENET (cuatro IOC3) y la carcasa PCI (utilizada para tarjetas PCI en Octane). El Octane utiliza el firmware de arranque ARCS, como todos los sistemas informáticos SGI contemporáneos. 

## Resumen de procesadores
La serie Octane tiene módulos de CPU simples y duales. No se puede agregar una segunda CPU; La única opción es reemplazar todo el módulo de la CPU. 
| Procesador: | Cache: | Único (MHz):       | Dual (MHz):        |
| R10000SC    | 1 MB   | 175, 195, 225, 250 | 175, 195, 225, 250 |
| R12000SC    | 2 MB   | 270, 300, 400      | 270, 300, 400      |
| R12000SCA   | 2 MB   | 360, 400           | 360, 400           |
| R14000SCA   | 2 MB   | 550, 600           | 550, 600           |

## Subsistema de memoria
El Octane admite 256 MB a 8 GB de memoria RAM, utilizando DIMM de 200 pines patentados. Hay dos revisiones de la placa del sistema. La primera revisión (número de pieza 030-0887-003) admite 2 GB de RAM, mientras que la segunda (número de pieza 030-1467-001) permite hasta 8 GB. El subsistema de memoria tiene grandes reservas de ancho de banda que el enrutador Xbow puede servir directamente a cualquier tarjeta XIO. 
El controlador de memoria de Octane se llamaba HEART. Actúa como un puente entre el procesador, la memoria (SDRAM) y el bus XIO. 

## Subsistema de gráficos
Los gráficos en el Octane son proporcionados por una serie de tarjetas: SI, SI + T, SSI, MXI. Estas son versiones XIO actualizadas de Solid Impact (SI), High Impact (SI+T) y Maximum Impact (MXI) del SGI Indigo2 que SGI designó internamente como "MARDIGRAS". Las placas fueron aceleradas y rediseñadas con un motor de geometría más rápido y módulos de textura para crear sus nuevas versiones: SE, SE+T, SSE, MXE. El SI/SE proporciona 13.5 MB de memoria de framebuffer mientras que el SSE y el MXE tienen un 27 MB de framebuffer. El '+T' indica una placa de textura basada en RDRAM Rambus de alta velocidad adicional que proporciona 4 MB de memoria de textura, que es prácticamente indispensable, aunque bastante costosa y frágil. El SI/SE+T tiene una placa de textura mientras que el MXI/MXE tiene 2, sin embargo, las 2 placas en el MXI/MXE no duplican la memoria de textura disponible para el sistema. Simplemente duplica el rendimiento de la textura. 
Más tarde, Octane y Octane2 son compatibles con la serie de tarjetas gráficas SGI VPro, denominada "ODYSSEY" Las primeras tarjetas de la serie VPro fueron el V6 y el V8. La principal diferencia es que es que el V6 tiene 32 MB de RAM (a diferencia de la opción MARDIGRAS, la memoria del framebuffer y la memoria de textura provienen de la misma agrupación) y el V8 que tiene 128 MB. Más tarde, se introdujeron el V10 (32 MB) y V12 (128 MB). La principal diferencia con la nueva serie VPro V10/V12 es que tenían el doble de rendimiento de geometría que los antiguos V6/V8. V6 y V10 pueden tener hasta 8 MB de RAM asignados a las texturas (2 veces más que las opciones de MARDIGRAS habilitadas con textura), mientras que V8 y V12 pueden tener hasta 108 MB de RAM para las texturas. 
El subsistema de gráficos VPro consta de un conjunto de chips propiedad de SGI y software asociado. El conjunto de chips consta del  ASIC buzz, el pixel blaster and jammer (PB&J) ASIC y la SDRAM asociada. 
El ASIC es un canal gráfico de un solo chip. Opera al 251 MHz y contiene SRAM en chip. El ASIC buzz tiene tres interfaces: 
- Host (enlace XIO de 16 bits a 400 MHz)
- SDRAM (La SDRAM es de 32 MB (V6 o V10) o 128 MB (V8 o V12); el bus de memoria funciona a la mitad de la velocidad del ASIC buzz).
- ASIC PB&J

Al igual que con las placas MARDIGRAS, todas las placas VPro son compatibles con OpenGL (MARDIGRAS es OpenGL 1.1+SGI Extensions, mientras que VPro actualizó la compatibilidad con OpenGL 1.2) y las extensiones de imagen OpenGL ARB, lo que permite la aceleración de hardware de numerosas operaciones de imagen a tasas en tiempo real. 

### Serie IMPACT
| Opción: | Opción mejorada: | GEs: Motores de geometría | REs: Motores raster | Textura: Módulos de textura |
| SI      | SE               | 1                         | 1                   | ninguna                     |
| SI+TRAM | SE+TRAM          | 1                         | 1                   | 1                           |
| SSI     | SSE              | 2                         | 2                   | ninguna                     |
| MXI     | MXE              | 2                         | 2                   | 2                           |

Nota: Solo las tarjetas con memoria de textura ofrecen texturas aceleradas por hardware, sin embargo, puede agregar texturas de hardware a la tarjeta TRAMless agregando módulos TRAM. 

### Serie VPro
| Modelo | Profundidad de color | Memoria | Memoria de texturas (máximo) | Velocidad del motor de geometría |
| V6     | RGBA de 48 bits      | 32 MB   | 8 MB                         | Original                         |
| V8     | RGBA de 48 bits      | 128 MB  | 104 MB                       | Original                         |
| V10    | RGBA de 48 bits      | 32 MB   | 8 MB                         | 2×                               |
| V12    | RGBA de 48 bits      | 128 MB  | 104 MB                       | 2×                               |

## Subsistema de audio
El hardware de audio es estándar; incluso sin extensiones, pueden admitir transmisiones de audio de baja latencia (3 ms de entrada a salida). Los puertos ópticos Alesis ADAT de 8 canales y 24 bits están integrados, junto con los puertos ópticos y coaxiales S/PDIF o AES/EBU. Esto convierte al Octane en una estación de trabajo de audio digital respetable. 

## Estuche y expansibilidad.
Las carcasas del Octane son grandes y pesadas (30x40x35 cm y 25 kg), sin embargo, no hay bahías de unidades internas de 5,25 ", por lo que se deben conectar unidades de CD-ROM externas si se desea. Las extensiones incluyen E/S de video, E/S de audio, redes, tarjetas de compresión de video en tiempo real y opciones de almacenamiento externo (a través de SCSI, Fibre-Channel o Firewire. Los Octane pueden usar tarjetas PCI estándar con una carcasa de tarjeta PCI opcional (que proporciona 2 ranuras de 5V PCI-64 de longitud completa y 1 de longitud media), o un adaptador de PCI a XIO (conocido como calzador) que proporciona una única ranura PCI de 64 bits y 3.3/5V. Los Octane más antiguos pueden actualizarse con gráficos VPro; sin embargo, las tarjetas gráficas V10 y V12 requieren xbow revisión 1.4 y fuente de alimentación Cherokee. VPro V6 y V8 requieren xbow revisión 1.3 y fuente de alimentación Cherokee. Hay una clara diferencia entre las fuentes de alimentación Cherokee (747 vatios) y Lucent (623 vatios) más antiguas. La manija de montaje es plateada en las fuentes de alimentación fabricadas por Cherokee International, mientras que las fabricadas originalmente por Lucent tienen manijas negras. 
Las carcasas exteriores del Octane vienen en tres tipos. El Octane original tiene carcasas verdes con el logotipo original cúbico de SGI. El último modelo de Octane tiene aspectos del mismo color que el original, pero con letras y logotipos de estilo Octane2. Los sistemas Octane2 tienen máscaras azules con el moderno logotipo SGI en letras minúsculas. 

## Subsistema de E/S
La serie Octane tiene dos controladores SCSI que admiten dispositivos Ultra Wide SCSI. Los sistemas pueden tener un máximo de tres dispositivos SCCA SCSI internos de 3.5 ", utilizando trineos de montaje patentados que también son compatibles con Origin 2000, Origin 200 y Onyx2. Se utiliza un puerto Ultra Wide SCSI externo para conectar dispositivos externos. 

## Sistemas operativos
El SGI Octane con gráficos de clase IMPACT, fue compatible inicialmente con IRIX versión 6.4. Los gráficos de clase VPro han sido compatibles desde la versión 6.5.10 de IRIX para V6 y V8, con gráficos V10 y V12 compatibles a partir de 6.5.11 (o 6.5.10 con un parche de controlador especial). 
Se puede ejecutar Linux en la serie Octane, aunque el parche es experimental. Se admiten gráficos IMPACT y VPro, y el sistema X Window está disponible en la serie ImpactSR. 
OpenBSD también tiene un port que se ejecuta en la serie Octane. 